# 1843
| [ Edytuj tabelę ]              | |
| Król Polski (tytularny)        | - 1831 Mikołaj I Romanow 1855 |
| Emir Afganistanu               | - 1842 Dost Mohammad Chan 1863 |
| Współksiążęta Andory           | - 1827 Simó Rojas de Guardiola y Hortoneda 1851 - 1830 Ludwik Filip I 1848                                                                      |
| Prezydent Argentyny            | - 1835 gen. Juan Manuel de Rosas 1852 |
| Cesarz Austrii                 | - 1835 Ferdynand I Habsburg 1848 |
| Król Bawarii                   | - 1825 Ludwik I 1848 |
| Król Belgów                    | - 1831 Leopold I 1865 |
| Premier Belgii                 | - 1841 Jean-Baptiste Nothomb 1845 |
| Prezydent Boliwii              | - 1841 José Ballivián 1847 |
| Cesarz Brazylii                | - 1831 Pedro II 1889 |
| Sułtan Brunei                  | - 1829 Omar Ali Saifuddin II 1852 |
| Prezydent Chile                | - 1841 Manuel Bulnes 1851 |
| Cesarz Chin                    | - 1820 Daoguang 1850 |
| Król Czech                     | - 1835 Ferdynand I Habsburg 1848 |
| Król Danii                     | - 1839 Chrystian VIII 1848 |
| Dalajlama                      | - 1838 Khedrub Gjaco 1856 |
| Władca Egiptu                  | - 1805 Muhammad Ali 1848 |
| Prezydent Ekwadoru             | - 1839 Juan José Flores 1845 |
| Premier Francji                | - 1840 Nicolas Jean de Dieu Soult 1847 |
| Król Francji                   | - 1830 Ludwik Filip I 1848 |
| Król Grecji                    | - 1831 Otton I 1862 |
| Prezydent Gwatemali            | - 1842 Mariano Rivera Paz 1844 |
| Prezydent Haiti                | - 1818 Jean-Pierre Boyer 1843 - 1843 Charles Rivière-Hérard 1844                                                                                |
| Król Hawajów                   | - 1824 Kamehameha III 1854 |
| Król Hiszpanii                 | - 1833 Izabela II 1868 |
| Król Holandii                  | - 1840 Wilhelm II 1849 |
| Prezydent Hondurasu            | - 1841 Francisco Ferrera 1843 - 1843 Rada ministrów 1843 - 1843 Francisco Ferrera 1844                                                          |
| Szach Iranu                    | - 1834 Mohammad Szah 1848 |
| Państwo Wielkich Mogołów       | - 1837 Bahadur Szah II 1858 |
| Król Irlandii                  | - 1837 Wiktoria Hanowerska 1901 |
| Cesarz Japonii                 | - 1817 Ninkō 1846 |
| Kalif                          | - 1839 Abdülmecid I 1861 |
| Prezydent Kolumbii             | - 1841 Pedro Alcántara Herrán 1844 |
| Patriarcha Konstantynopola     | - 1842 German IV 1845 |
| Władca Korei                   | - 1834 Hŏnjong 1849 |
| Emir Kuwejtu                   | - 1814 Dżabir I 1859 |
| Książę Liechtensteinu          | - 1836 Alojzy II 1858 |
| Wielki książę Luksemburga      | - 1840 Wilhelm II 1849 |
| Sułtan Maroka                  | - 1822 Abd ar-Rahman 1859 |
| Prezydent Meksyku              | - 1842 Nicolás Bravo 1843 - 1843 Antonio López de Santa Anna 1843 - 1843 Valentín Canalizo 1844                                                 |
| Książę Monako                  | - 1841 Florestan I 1856 |
| Król Nepalu                    | - 1816 Rajendra 1847 |
| Premier Nepalu                 | - 1840 Fateh Jung Shah 1843 - 1843 Mathabar Singh Thapa 1845                                                                                    |
| Król Norwegii                  | - 1818 Karol III Jan 1844 |
| Sułtan Omanu                   | - 1807 Sa’id ibn Sultan 1856 |
| Papież                         | - 1831 Grzegorz XVI 1846 |
| Konsul Paragwaju               | - 1841 Mariano Roque Alonzo 1844 - 1841 Carlos Antonio López 1844                                                                               |
| Książę Parmy i Piacenzy        | - 1814 Maria Ludwika 1847 |
| Prezydent Peru                 | - 1842 Francisco Vidal 1843 - 1843 Domingo Elías 1843 - 1843 Domingo Nieto 1844                                                                 |
| Król Portugalii                | - 1834 Maria II 1853 - 1837 Ferdynand II Koburg (król iure uxoris) 1853                                                                         |
| Król Prus                      | - 1840 Fryderyk Wilhelm IV 1861 |
| Car Rosji                      | - 1825 Mikołaj I 1855 |
| Król Saksonii                  | - 1836 Fryderyk August II Wettyn 1854 |
| Prezydent Salwadoru            | - 1842 Juan José Guzmán 1844 |
| Kapitanowie Regenci San Marino | - 1842 Giuseppe Gozi Domenic' Antonio Bartolotti 1843 - 1843 Giuliano Malpeli Marino Malpeli 1843 - 1843 Lodovico Belluzzi Biagio Martelli 1844 |
| Książę Serbii                  | - 1842 Aleksander Karadziordziewić 1858 |
| Król Sardynii                  | - 1831 Karol Albert 1849 |
| Król Szwecji                   | - 1818 Karol XIV Jan 1844 |
| Król Tajlandii                 | - 1824 Rama III 1851 |
| Sułtan Turków                  | - 1839 Abdülmecid I 1861 |
| Prezydent Urugwaju             | - 1839 Fructuoso Rivera 1843 - 1843 Manuel Oribe 1851 - 1843 Joaquín Suárez (p.o.) 1852                                                         |
| Prezydent USA                  | - 1841 John Tyler 1845 |
| Prezydent Wenezueli            | - 1839 José Antonio Páez 1843 - 1843 Carlos Soublette 1847                                                                                      |
| Król Węgier                    | - 1835 Ferdynand VI 1848 |
| Monarcha Wielkiej Brytanii     | - 1837 Wiktoria 1901 |
| Premier Wielkiej Brytanii      | - 1841 Robert Peel 1846 |
| Cesarz Wietnamu                | - 1841 Thiệu Trị 1847 |

Rok 1843 / MDCCCXLIII
stulecia: XVIII wiek ~
XIX wiek ~
XX wiek

dziesięciolecia:
1810–1819 •
1820–1829 •
1830–1839 •
1840–1849
• 1850–1859
• 1860–1869
• 1870–1879

lata: 1833 «
1838 «
1839 «
1840 «
1841 «
1842 «
1843
» 1844
» 1845
» 1846
» 1847
» 1848
» 1853

## Wydarzenia w Polsce
- 24 stycznia – została założona Politechnika Lwowska.
- 15 sierpnia – do Szczecina wjechał pierwszy pociąg z Berlina, inaugurując kolej na Pomorzu.
- 29 października – otwarto linię kolejową Wrocław-Świebodzice.

- Emisariusze Towarzystwa Demokratycznego Polskiego założyli w Krakowie Komitet Rewolucyjny, współpracujący z Centralizacją Poznańską.

## Wydarzenia na świecie
- 2 stycznia – w Dreźnie odbyła się prapremiera opery Richarda Wagnera Latający Holender.
- 3 stycznia – w Théâtre Italien w Paryżu odbyła się premiera opery Don Pasquale Gaetana Donizettiego.
- 23 stycznia – Czech Jakub Kryštof Rad opatentował cukier w kostkach.
- 5 lutego – po raz pierwszy można było na niebie zaobserwować Wielką Kometę Marcową 1843.
- 17 lutego – bitwa o Miani; zwycięstwo brytyjskie nad wojskami emirów prowincji Sindh (Indie).
- 16 marca – założono miasto Petrópolis w Brazylii.
- 24 marca – zwycięstwo wojsk brytyjskich dowodzonych przez generała Charlesa Napiera nad siłami Emiratu Sindh w bitwie pod Dubbą (dzisiejszy Pakistan).
- 4 maja – Brytyjczycy utworzyli kolonię Natalu w południowo-wschodniej Afryce.
- 17 czerwca – w Nowej Zelandii doszło do pierwszego poważnego starcia między Maorysami a osadnikami brytyjskimi (incydent w Dolinie Wairau).
- 26 czerwca – wszedł w życie traktat nankiński kończący I wojnę opiumową między Wielką Brytanią a Chinami. Na jego mocy m.in. Hongkong przeszedł „po wsze czasy” pod panowanie brytyjskie.
- 15 sierpnia – w Kopenhadze otwarto Ogrody Tivoli.
- 2 września – ukazał się pierwszy numer brytyjskiego tygodnika The Economist.
- 3 września – w Grecji doszło do rebelii wojskowej, w wyniku której przywrócono monarchię konstytucyjną.
- 1 października – ukazał się pierwszy numer brytyjskiego tygodnika News of the World; pismo - kupione przez Ruperta Murdocha w 1969 r. - zostało w 2011 r. zamknięte w wyniku afery podsłuchowej.
- 13 października – powstała najstarsza nieprzerwanie działająca żydowska organizacja B’nai B’rith.
- 16 października – irlandzki matematyk William Rowan Hamilton odkrył podstawowy wzór opisujący własności kwaternionów: i² = j² = k² = ijk = -1
- 11 listopada – ukazała się baśń H.Ch. Andersena Brzydkie kaczątko.
- 19 grudnia – ukazała się Opowieść wigilijna Charlesa Dickensa.

- Soren Kierkegaard wydał Enten-eller („Albo, albo”).

## Urodzili się
- 9 stycznia – Teresa od Jezusa Jornet e Ibars, hiszpańska zakonnica, założycielka Zgromadzenia Małych Sióstr Opuszczonych Starców, święta katolicka (zm. 1897)
- 25 stycznia – Karl Hermann Amandus Schwarz, matematyk niemiecki (zm. 1921)
- 29 stycznia - Hipolit Orgelbrand, polski drukarz, księgarz, wydawca (zm. 1920)
- 19 lutego
  - Adelina Patti, włoska śpiewaczka operowa (zm. 1919)
  - Józef Baldo, włoski duchowny katolicki, błogosławiony (zm. 1915)
- 24 lutego – Jelizawieta Böhm, rosyjska malarka, projektantka kartek pocztowych (zm. 1914)
- 2 marca – Ksawery Wakulski, polski inżynier (zm. 1925)
- 14 marca – Leon Dehon, założyciel księży Sercanów (zm. 1925)
- 15 kwietnia – Henry James, amerykańsko-brytyjski pisarz, krytyk i teoretyk literatury (zm. 1916)
- 16 kwietnia – Stanisław Teofil Rybicki, polski lekarz, filantrop (zm. 1920)
- 17 kwietnia – Camillo Sitte, austriacki urbanista, architekt i malarz (zm. 1903)
- 25 kwietnia - Alicja Koburg, księżniczka brytyjska, wielka księżna Hesji i Renu (zm. 1878)
- 21 maja – Charles-Albert Gobat, szwajcarski prawnik i polityk, laureat Pokojowej Nagrody Nobla (zm. 1914)
- 25 maja - Anna Hessen-Darmstadt, wielka księżna Meklemburgii-Schwerin (zm. 1865)
- 8 czerwca – Jan Jacek Serwin, powstaniec styczniowy (zm. 1926)
- 9 czerwca – Bertha von Suttner, austriacka pacyfistka, laureatka Pokojowej Nagrody Nobla (zm. 1914)
- 12 czerwca - David Gill, szkocki astronom (zm. 1914)
- 15 czerwca:
  - Edvard Grieg, norweski kompozytor, pianista i dyrygent (zm. 1907)
  - Maria Klara od Dzieciątka Jezus, portugalska zakonnica, założycielka Franciszkanek Szpitalnych od Niepokalanego Poczęcia, błogosławiona katolicka (zm. 1899)
- 4 lipca – Ludomir Chojnowski, powstaniec styczniowy (zm. 1940)
- 11 sierpnia – Miklós Szontagh, węgierski lekarz, botanik, turysta, taternik, myśliwy (zm. 1899)
- 23 sierpnia – Viktor Lorenc, inżynier, pierwszy czeski taternik, autor pierwszych wejść w Tatrach (zm. 1915)
- 29 sierpnia – Joanna Franciszka od Nawiedzenia Maryi, włoska zakonnica, błogosławiona katolicka (zm. 1888)
- 4 września – Ján Levoslav Bella, słowacki ksiądz katolicki i teolog, kompozytor i dyrygent (zm. 1936)
- 5 września – Józefina Gabriela Bonino, włoska zakonnica, założycielka Zgromadzenia Sióstr Świętej Rodziny z Savigliano, błogosławiona katolicka (zm. 1906)
- 9 września – Pelagia Zgliczyńska, polska nauczycielka, łączniczka w czasie powstania styczniowego, zesłana na Syberię, uczestniczka Komuny Paryskiej, żona Jarosława Dąbrowskiego, pamiętnikarka (zm. 1909)
- 4 października – Maria-Alfonsyna Danil Ghattas, palestyńska zakonnica, założycielka Sióstr od Najświętszego Różańca z Jerozolimy, święta katolicka (zm. 1927)
- 24 października – Henryk Siemiradzki, polski malarz (zm. 1902)
- 8 listopada - Filip Sulimierski, polski matematyk, geograf, wydawca (zm. 1885)
- 5 grudnia - Wilhelm Łyczkowski, polski generał major w służbie austro-węgierskiej (zm. 1925)
- 11 grudnia – Heinrich Hermann Robert Koch, niemiecki lekarz i bakteriolog (zm. 1910)
- 23 grudnia – Ada Langworthy Collier, amerykańska poetka (zm. 1919)
- 24 grudnia – Lydia Koidula, estońska poetka, dramatopisarka, jedna z bardziej znanych postaci estońskiego „Przebudzenia narodowego” (zm. 1886)
- data dzienna nieznana: 
  - Piotr Liu Ziyu, chiński męczennik, święty katolicki (zm. 1900)
  - Zhang Huailu, chiński męczennik, święty katolicki (zm. 1900)

## Zmarli
- 12 grudnia – Wilhelm I, król Niderlandów i wielki książę Luksemburga (ur. 1772)
- data dzienna nieznana: 
  - Stanisław Wodzicki, przywódca krakowskiego stronnictwa arystokratycznego (ur. 1746)

## Święta ruchome
- Tłusty czwartek: 23 lutego
- Ostatki: 28 lutego
- Popielec: 1 marca
- Niedziela Palmowa: 9 kwietnia
- Wielki Czwartek: 13 kwietnia
- Wielki Piątek: 14 kwietnia
- Wielka Sobota: 15 kwietnia
- Wielkanoc: 16 kwietnia
- Poniedziałek Wielkanocny: 17 kwietnia
- Wniebowstąpienie Pańskie: 25 maja
- Zesłanie Ducha Świętego: 4 czerwca
- Boże Ciało: 15 czerwca